# Snoegen

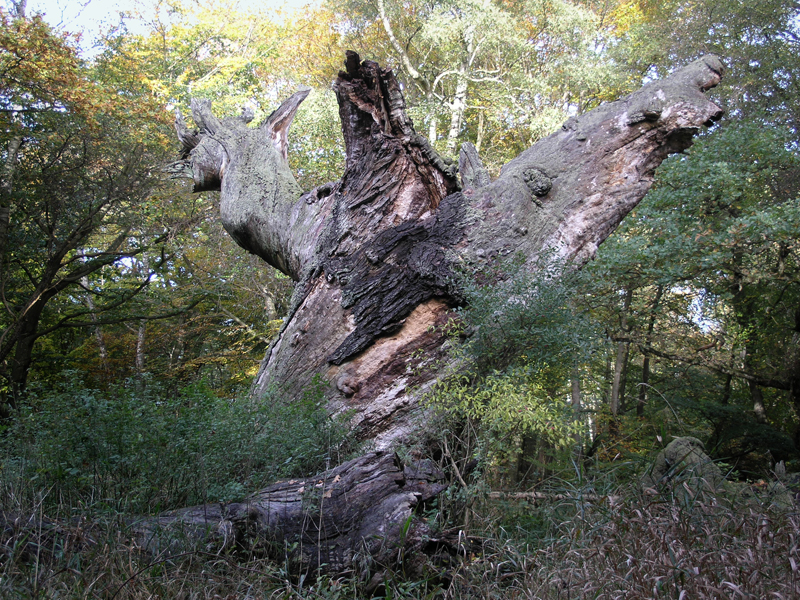
Snoegen

Snoegen foi um antigo carvalho pedunculado localizado em Jægerspris Nordskov, perto da cidade de Jægerspris, na Dinamarca. Snoegen está localizado na mesma floresta que Kongeegen e Storkeegen. Snoegen morreu em 1991, depois de algumas temporadas de folhagem decrescente, e após os trabalhos para erguer uma barreira de madeira ao redor da árvore que pode ter danificado a zona das raízes. O tronco ainda está de pé. Snoegen foi assim nomeado devido o tronco retorcido. O tronco tinha um perímetro de 8,90 metros em 1990. 
Estima-se que a árvore tenha entre 600 e 700 anos  mas também existem estimativas que sugerem uma idade entre 400 e 850 anos. 